# Sarah Millican
Pour les articles homonymes, voir Millican.
Sarah Jane Millican (née King le 29 mai 1975) est une comédienne anglaise. Elle a remporté le prix du meilleur nouveau venu au Edinburgh Festival Fringe 2008. En février 2013, elle est classée comme l'une des 100 femmes les plus puissantes du Royaume-Uni dans l'émission Woman's Hour de Radio 4, et la même année, elle épouse le comédien Gary Delaney. Son premier livre, How to Be Champion, est sorti en 2017 et Millican fait plusieurs tournées comme comédienne de stand-up principalement à travers le Royaume-Uni.

## Vie et carrière

### Jeunesse
Sarah Millican nait et grandit à South Shields, en Angleterre, fille de Valerie Prince et de Philip D. King, qui était électricien minier. Elle fréquente la Mortimer Comprehensive School, devenu le Mortimer Community College, puis travaille comme fonctionnaire dans un centre pour l'emploi jusqu'à l'âge de 29 ans. Elle se marie le 5 novembre 1997, divorce en 2004 et retourne vivre avec ses parents pendant deux ans et demi.

### 2005–2009: début de carrière et tournées
Son premier spectacle au Fringe festival d'Edimbourg, Sarah Millican's Not Nice, inspiré par son divorce, a remporté le prix if.comedy du meilleur nouveau venu en 2008. Au printemps 2009, elle commence à produire son deuxième spectacle d'Édimbourg, attirant des critiques enthousiastes sur la thématique qu'elle aborde de la bataille des sexes,,. Son troisième spectacle, Chatterbox, a été accueilli par le Stand Comedy Club  pendant le festival Fringe 2010. Le spectacle est nommé pour le Edinburgh Comedy Award, perdant face à Russell Kane.

### 2009-présent: succès grand public et DVD, émissions de télévision et de radio
Elle apparait comme panéliste sur de nombreuses émissions anglaises : 8 out of 10 cats, Have I Got News for You, Mock the Week, You Have Been Watching, Would I Lie to You?, QI et Never Mind the Buzzcocks, et en tant qu'interprète au Secret Policeman's Ball 2008 et sur 4 Stands Up ainsi que comme candidate à l'émission 8 out of 10 Cats Does Countdown à plusieurs reprises. Elle est présente dans l'édition de Manchester de Comédie Roadshow de Michael McIntyre diffusée en juin de 2009, fait une apparition sur le troisième épisode de l'émission  de David Mitchell The Bubble en mars 2010, et est invitée sur six épisodes de Opinionated de Frank Skinner .
Elle assure le commentaire vocal du documentaire d'histoire naturelle de la BBC, Walk on the Wild Side, aux côtés de ses collègues comédiens Rhod Gilbert, Jon Richardson, Isy Suttie et Gavin Webster. Elle apparait sur Live à l'Apollo le 11 décembre 2009 et est tête d'affiche du Michael McIntyre's Comedy Roadshow, enregistré à l'Empire Theatre, Sunderland le 15 août 2010. Elle fait également la une du quatrième épisode de Dave's One Night Stand.
Sa série radiophonique, Sarah Millican's Support Group, est diffusée le 18 février 2010 sur BBC Radio 4. Les membres du public du studio sont encouragés à partager des problèmes avec Sarah Millican, jouant un personnage de tante angoissée pour qu'elle offre des conseils « de la même manière que la personne du coin de la rue qui sait tout et donne des conseils que vous vouliez l'entendre ou pas ». Certains problèmes sont scénarisés, les rôles étant joués par des acteurs invités, tandis que d'autres viennent de vraies personnes dans le public, pour permettre à Sarah d'improviser. Les problèmes des membres du public ont inclus «Mon petit ami préfère son Blackberry à moi». Un duo de «thérapeutes», également jouée par des acteurs, figure dans l'émission de chaque semaine et apporte des réponses scénarisées et improvisées à tous les « problèmes ». Une deuxième saison démarre le 2 mai 2011.
Elle est co-animatrice régulière de l'émission de nouvelles satiriques 7 Day Sunday sur BBC Radio 5 Live, avec les comédiens Chris Addison, Andy Zaltzman et un invité différent chaque semaine entre janvier 2010 jusqu'au 27 février 2011.
En décembre 2011, elle double les voix de trois Viz "Comedy Blaps" aux côtés de Steve Coogan, Simon Greenall et Gavin Webster pour Channel 4.
Toujours en 2011, elle devient membre du panel du programme ITV The Marriage Ref et rejoint le panel de l'émission Loose Women, quittant la série en août. Un DVD de sa tournée Chatterbox sort en novembre 2011. Le DVD de Chatterbox bat un record absolu de ventes pour une comédienne de stand-up à raison de 172 000 exemplaires en un peu plus d'un mois.
L'émission de stand-up The Sarah Millican Television Program est diffusée pour la première fois le 8 mars 2012 sur BBC Two. En novembre 2012, elle sort en DVD sous le titre : Thoroughly Modern Millican. Début janvier 2013, elle apparait dans The One Show. Le 15 janvier 2013, la deuxième saison est diffusée. Elle est nommée aux BAFTA Entertainment Performance Awards 2013 et 2014 pour ce programme.
Millican apparaie dans un épisode spécial célébrités de Deal or No Deal diffusé le 29 avril 2012, où elle remporte 20 000 £ pour une association caritative.
En septembre 2014, elle fonde Standard Issue, un magazine en ligne pour les femmes suivi d'un podcast dérivé en février 2016,.
Millican participe au Comic Relief 2015 sur la BBC, apparaissant en tant qu'animatrice lors de la diffusion en direct du vendredi 13 mars 2015.
En mai 2015, elle est nommée huitième conservatrice du Musée de la curiosité, coprésentant la huitième saison de la série humoristique de la BBC Radio 4.
L'autobiographie de Millican, How to be champion, est publiée en octobre 2017. Il s'est ensuivi une tournée au Royaume-Uni en 2018, Control Enthusiast étendue en Océanie et au Canada.
En 2019, elle présente l'émission Elephant in the Room pour Radio 4,. L'émission se concentre sur les panélistes interrogés sur diverses expériences de vie qui sortent des standards. Elle déclare qu'elle souhaite modifier les ratios de genre dans l'émission en ayant "trois femmes championnes et un perdant masculin".

## Vie privée
Après que son mari l'ait quittée de façon inattendue en 2004, elle trouve du réconfort en assistant à des ateliers d'écriture dans les théâtres locaux, comme au Live Theatre de Newcastle et à la Customs House à South Shields. Les blagues sur son mariage raté ont initialement constitué la majorité de ses sketches.
Elle est en couple avec le comédien Gary Delaney depuis 2006, ils emménagent ensemble en 2013 et se marient en décembre 2013.

## Stand-up
- 2011 : Chatterbox Live (sortie DVD Royaume Uni : 21 novembre 2011)
- 2012 : Thoroughly Modern Millican Live (sortie DVD Royaume Uni : novembre 2012)
- 2014 : Home Bird Live (sortie DVD Royaume Uni : 17 novembre 2014)
- 2016 : Outsider Live (sortie DVD Royaume Uni : 21 novembre 2016)
- 2018 : Control Enthusiast Live (sortie DVD Royaume Uni : 3 décembre 2018)

## Récompenses et nominations
- 2005 : So You Think You're Funny? (2e place)
- 2005 : BBC New Comedy Awards (finaliste)
- 2005 : Funny Women (finaliste)
- 2005 : Amused Moose (vainqueur général[33])
- 2006 : Prix Chortle (nomination du meilleur nouveau venu)
- 2007 : North West Comedy Awards (meilleure percée[34])
- 2008 : Prix if.comedy (Meilleur nouveau venu)
- 2010 : Edimbourg Comedy Award (nomination pour la meilleure émission[11])
- 2011 : British Comedy Award People's Choice Award pour le roi ou la reine de la comédie

En février 2013, elle est considérée comme l'une des 100 femmes les plus puissantes du Royaume-Uni par Woman's Hour sur BBC Radio 4.